# Hans-Peter Hussong
Hans-Peter Hussong (* 11. März 1955 in St. Ingbert) ist ein deutscher Koch.

## Werdegang
Nach der Ausbildung ging Hussong 1972 zum Restaurant „Schatzalp“ in Davos, 1973 zum „Quellenhof“ im Grand Resort Bad Ragaz in Bad Ragaz und 1974 ins „Ascolago“ zu Horst Petermann in Ascona. 1976 wechselte er zum Hotel Palace nach Berlin und 1981 erneut zum „Hotel Ascolago“ in Ascona.
1985 wurde er Küchenchef in der „Osteria Delea“ in Losone, 1987 im „Hotel Ascolago“ in Ascona.
Ab 1990 leitete er die Wirtschaft zum Wiesengrund in Uetikon, die er 1998 mit seiner Frau übernahm. Das Restaurant war bis 2016 mit zwei Michelinsternen ausgezeichnet, danach mit einem Stern. Seit März 2018 ist er im Ruhestand.

## Auszeichnungen
- 1997: „Cle d'or“
- 2000: „Koch des Jahres“, Gault-Millau
- 2002: „Trendsetter des Jahres“

## Mitgliedschaften
- „Grand Table Suisse“